# Râul Răcad
Râul Răcad este un curs de apă, afluent al râului Săcuieu.

## Hărți
- Harta județului Cluj